# Llista d'alcaldes de Sevilla

Bandera de Sevilla

Escut de Sevilla

L'alcalde de Sevilla és la màxima autoritat municipal de la ciutat de Sevilla. L'administració política de la ciutat de Sevilla es realitza a través d'un ajuntament de gestió democràtica del que cada quatre anys, amb el conjunt de municipis d'Espanya, són elegits els seus components. Per llei, i en funció del nombre d'habitants que té la ciutat, el nombre de regidors d'elecció directa que componen l'Ajuntament són 33. Les últimes eleccions municipals celebrades en 2011 van ser guanyades pel Partit Popular, com a conseqüència d'aquests resultats el Ple Municipal va escollir alcalde per 4 anys Juan Ignacio Zoido del Partit Popular.

## Llista d'assistents i alcaldes

### Assistents
Segons Varflora, des de l'any 1464 sona ja en les Provisions Reials el nom d'Assistent de Sevilla, que en la realitat és el mateix que el Corregidor en altres ciutats. L'any 1478, els Reis Catòlics van establir aquest ofici amb perpetuïtat.
| Període                                                                                       | Assistent                                                            | Notes                                                                |
| 1478 - 1482                                                                                   | Diego de Merlo                                                       |                                                                      |
| 1482 - 1506                                                                                   | Juan de Silva y Rivera, comte de Cifuentes                           | Captiu dels moros entre 1483-86 després de la batalla de l'Axarquía. |
| 1506 - ?                                                                                      | Íñigo de Velasco, duc de Frías                                       |                                                                      |
| ? - 1518                                                                                      | Juan de Silva y Rivera, senyor de Montes Claros                      | Fill del comte de Cifuentes. 1a vegada.                              |
| 1518 - ?                                                                                      | Francisco de Quiñones, comte de Luna                                 |                                                                      |
| ? - 1522                                                                                      | Sancho Martínez de Leyva                                             |                                                                      |
| 1522 - 1523                                                                                   | Garci Fernández Manrique, comte dOsorno                              |                                                                      |
| 1523 - 1527                                                                                   | Juan de Silva y Rivera, marquès de Montemayor                        | 2a vegada.                                                           |
| 1527 - 1532                                                                                   | Gutierre Velázquez                                                   |                                                                      |
| 1532 - 1538                                                                                   | Gerónimo Briceño                                                     | Oïdor de la Reial Audiència de Granada.                              |
| 1538 - 1542                                                                                   | Pedro de Navarra y de la Cueva, marquès de Cortes                    |                                                                      |
| 1542                                                                                          | Martín Ortiz                                                         | Interí, alcalde de cort.                                             |
| 1542 - 1549                                                                                   | Pedro de Navarra y de la Cueva                                       | 2a vegada.                                                           |
| 1549 - 1550                                                                                   | Francisco Cano                                                       |                                                                      |
| 1550 - 1553                                                                                   | Lorenzo Suárez de Mendoza, comte de Coruña                           |                                                                      |
| 1553 - 1556                                                                                   | Andrés Ramírez de Alarcón                                            |                                                                      |
| 1556 - 1558                                                                                   | Diego de Benavides, comte de Santisteban del Puerto                  | Va morir en el càrrec.                                               |
| 1558                                                                                          | Llicenciat Guajardo                                                  | Interí.                                                              |
| 1558 - 1565                                                                                   | Francisco Chacón, senyor de Casarrubios i Arroyomolinos              |                                                                      |
| 1565 - 1566                                                                                   | Francisco de Castilla                                                |                                                                      |
| 1566 - 1569                                                                                   | Francisco de Mendoza, comte de Monteagudo                            |                                                                      |
| 1569 - ?                                                                                      | Francisco Carrillo de Mendoza, comte de Priego                       |                                                                      |
| 15?? - 1573                                                                                   | Pedro López de Mesa                                                  |                                                                      |
| 1573 - 1579                                                                                   | Francisco Zapata de Cisneros, comte de Barajas                       |                                                                      |
| 1579 - 1580                                                                                   | Fernando de Torres y Portugal, comte de Villardompardo               | Passà al virregnat del Perú.                                         |
| 1580 - 1582                                                                                   | Bernardino Suárez de Mendoza, comte de Coruña                        | Passà a virrei de Nova Espanya.                                      |
| 1582 - 1588                                                                                   | Juan Hurtado de Mendoza, comte d'Orgaz                               |                                                                      |
| 1588 - 1589                                                                                   | Juan Sarmiento de Valladares                                         |                                                                      |
| 1589 - 1593                                                                                   | Francisco de Carvajal, senyor de Torrejón el Rubio                   |                                                                      |
| 1593 - 1596                                                                                   | Pedro Carrillo de Mendoza, comte de Priego                           | Fill de Francisco Carrillo de Mendoza.                               |
| 1596 - 1599                                                                                   | Francisco Arias de Bobadilla, comte de Puñonrostro                   |                                                                      |
| 1599 - 1601                                                                                   | Diego Pimentel                                                       | Passà a virrei d'Aragó.                                              |
| 1601 - 1603                                                                                   | Juan Manuel de Mendoza y Luna, marquès de Montes Claros              | Passà a virrei de Nova Espanya.                                      |
| 1604 - 1609                                                                                   | Bernardino de Avellaneda, senyor de Castrillo                        | També va ser President de la Casa de Contratació (1598-1606).        |
| 1609 - 1613                                                                                   | Luis Méndez de Haro y Sotomayor, marquès del Carpio                  | També va ser capità general de les milícies del regne de Sevilla.    |
| 1613 - 1618                                                                                   | Diego Sarmiento de Sotomayor, comte de Salvatierra                   | Capità general de les milícies.                                      |
| 1618 - 1620                                                                                   | Alonso de Bracamonte, comte de Peñaranda                             |                                                                      |
| 1621 - 1623                                                                                   | Pedro de Deza, comte de la Fuente del Sauco                          |                                                                      |
| 1623 - 1626                                                                                   | Fernando Ramírez Fariñas                                             |                                                                      |
| 1626 - 1629                                                                                   | Lorenzo de Cárdenas, marquès de Vacares                              |                                                                      |
| 1629 - 1634                                                                                   | Diego Hurtado de Mendoza y Guevara, vescomte de la Corzana           |                                                                      |
| 1634 - 1642                                                                                   | García Sarmiento de Sotomayor, comte de Salvatierra                  | Fill de Diego Sarmiento. Passà a virrei del Perú.                    |
| 1642                                                                                          | Diego de Cárdenas, comte de la Puebla del Maestre                    | Fill de Lorenzo de Cárdenas. 1a vegada.                              |
| 1642 - 1644                                                                                   | Juan de Santelices y Guevara                                         | Regent de la reial audiència de Sevilla.                             |
| 1644 - 1647                                                                                   | Gaspar de la Cueva (marquès de Bermar).                              |                                                                      |
| 1647 - 1648                                                                                   | Alonso de Cardona                                                    |                                                                      |
| 1648 - 1649                                                                                   | Juan de Santelices y Guevara                                         | 2a vegada.                                                           |
| 1649 - 1651                                                                                   | Diego de Cárdenas, comte de la Puebla del Maestre                    | 2a vegada.                                                           |
| 1651 - 1652                                                                                   | marquès de Avilafuente                                               |                                                                      |
| 1652 - 1653                                                                                   | Pedro de Zamora Hurtado                                              | Regent de la Reial Audiència.                                        |
| 1653 - 1662                                                                                   | Pedro Núñez de Guzmán, marquès de Quintana                           |                                                                      |
| 1662 - 1664                                                                                   | Pedro Mesía de Tobar, comte de Molina                                |                                                                      |
| 1664 - 1665                                                                                   | Lorenzo Santos de San Pedro                                          | Regent de la Reial Audiència.                                        |
| 1665                                                                                          | José Pardo de Figueroa                                               | Va morir en el càrrec                                                |
| 1665 - 1666                                                                                   | Lorenzo Santos de San Pedro                                          | Regent de la Reial Audiència, 2a vegada.                             |
| 1666 - 1669                                                                                   | Baltasar de Eraso y Toledo, comte de Humanes                         |                                                                      |
| 1669 - 1673                                                                                   | Pedro Villela Zorrilla y Arce, comte de Lences i de Tribiana         |                                                                      |
| 1673 - 1678                                                                                   | Carlos de Herrera Ramírez de Arellano                                | Regent de la Reial Audiència, començà el seu mandat com a Interí.    |
| 1678 - 1680                                                                                   | Manuel de Girón y Salcedo, marquès de Sofraga                        | Va morir en el càrrec.                                               |
| 1680                                                                                          | Andrés de la Concha                                                  | Interí, 1a vegada.                                                   |
| ?                                                                                             | Fernando de Moscoso y Osorio                                         | Va morir en el càrrec.                                               |
| ?                                                                                             | Andrés de la Concha                                                  | Interí, 2a vegada.                                                   |
| ? - 1683                                                                                      | Francisco de Juanes Echalar                                          | Interí, Regent de l'audiència.                                       |
| 1683 - 1685                                                                                   | Luis de Salcedo y Arbizu                                             |                                                                      |
| 1685 - 1687                                                                                   | Félix Nieto de Silva, comte de Guaro                                 | Passà al govern d'Orà.                                               |
| 1687                                                                                          | Manuel de Arce y Astete                                              | Interí, Regent de l'Audiència.                                       |
| 1687 - 1692                                                                                   | José de Solís y Valderrábano, comte de Montellano                    |                                                                      |
| 1692                                                                                          | Gregorio Jiménez de Cisneros                                         | Interí, Regent de l'Audiència, 1a vegada.                            |
| 1692- 1693                                                                                    | Pedro Núñez de Prado, comte d'Adanero                                | Passà a presidir el Consell d'Hisenda.                               |
| 1693                                                                                          | Gregorio Jiménez de Cisneros                                         | Interí, Regent de l'Audiència, 2a vegada.                            |
| 1693 - 1695                                                                                   | Juan de Valenzuela Venegas, comte de Val del Aguila                  | Va morir en el càrrec.                                               |
| 1695 - 1696                                                                                   | García Fernández Bazán                                               | Interí, Regent de l'Audiència.                                       |
| 1696 - 1704                                                                                   | Lorenzo Fernández de Villavicencio, marquès de Valhermoso de Pozuela |                                                                      |
| 1704 - 1705                                                                                   | Álvaro Pantoja y Portocarrero, comte de Torrejón                     | Va morir en el càrrec.                                               |
| 1705                                                                                          | Pedro de Ursúa Arizmendi, comte de Gerena                            | Interí, Regent de l'Audiència.                                       |
| 1705 - 1709                                                                                   | Juan de Torres y la Vega, comte de Miraflores de los Ángeles         |                                                                      |
| 1709 - 1713                                                                                   | Antonio de Mendoza, marquès de Monroy                                |                                                                      |
| 1713 - ?                                                                                      | Francisco de Aranda y Quintanilla, marquès d'Aranda                  |                                                                      |
| ?                                                                                             | Juan Fernández de Cáceres                                            | Interí, tinent de l'anterior.                                        |
| ? - 1718                                                                                      | Lorenzo de Villavicencio y Villavicencio, marquès de Valhermoso      | Fill de Lorenzo Fdez de Villavicencio.                               |
| 1718                                                                                          | Manuel de Torres                                                     | Interí, Regent de l'Audiència, 1a vegada.                            |
| 1718 - 1725                                                                                   | Alonso Pérez de Saavedra y Narváez, comte de la Jarosa               |                                                                      |
| 1725 - 1731                                                                                   | Esteban Joaquín de Ripalda, comte de Ripalda                         |                                                                      |
| 1731 - 1732                                                                                   | Manuel de Torres                                                     | Interí, 2a vegada.                                                   |
| 1732 - 1738                                                                                   | Rodrigo Caballero de Illanes                                         |                                                                      |
| 1738 - 1752                                                                                   | Ginés de Hermosa y Espejo                                            |                                                                      |
| 1752 - 1756                                                                                   | Fernando de Valdés y Quirós                                          |                                                                      |
| 1756 - 1760                                                                                   | Pedro Samaniego Montemayor y Córdoba, marquès de Monterreal          |                                                                      |
| 1760                                                                                          | Julián Robión                                                        | Interí.                                                              |
| 1760 - 1767                                                                                   | Ramón de Larumbe                                                     |                                                                      |
| 1767 - 1778                                                                                   | Pablo de Olavide                                                     |                                                                      |
| 1778 - 1783                                                                                   | Francisco Domezain y Andía                                           | Va morir en el càrrec.                                               |
| 1783 - 1785                                                                                   | Pedro López de Lerena                                                |                                                                      |
| 1785 - 1793                                                                                   | José de Ávalos                                                       |                                                                      |
| 1793 - 1795                                                                                   | Jerónimo de Ustáriz y Tovar, marquès d'Ustáriz                       |                                                                      |
| 1795 - ?                                                                                      | Manuel Cándido Moreno Ciadoncha, comte de Fuenteblanca               |                                                                      |
| 1806 - 1808                                                                                   | Vicente Hore Dávila                                                  |                                                                      |
| 1808 - 1810                                                                                   | Joaquín Leandro de Solís                                             | Interí.                                                              |
| 1810 - 1812                                                                                   | Joaquín de Goyeneta                                                  | Nomenat per Josep Bonaparte.                                         |
| 1812 - 1814                                                                                   | Juan Manuel de Uriortua y Villanueva                                 |                                                                      |
| 1814 - 1816                                                                                   | Joaquín de Goyeneta                                                  | 2a vegada, per aclamació popular.                                    |
| 1816 - 1819                                                                                   | Francisco Laborda y Pleyer                                           |                                                                      |
| 1819 - ?                                                                                      | José Blanco                                                          |                                                                      |
| 1825 - 1833                                                                                   | José Manuel Arjona y Cuba                                            |                                                                      |
| Font (fins 1789):Compendio histórico descriptivo de la muy noble y muy leal ciudad de Sevilla |                                                                      |                                                                      |

### Alcaldes
| Període                                                         | Alcalde                                                               | Notes                               |
| 1835 - 1836                                                     | Francisco de Paula Ruiz del Arco, marquès d'Arco Hermoso              |                                     |
| 1836 - 1837                                                     | Francisco de Paula Méndez                                             |                                     |
| 1838                                                            | marquès de Castilleja del Campo                                       |                                     |
| 1839                                                            | Manuel Cortina Arenzana                                               |                                     |
| 1840                                                            | Ignacio Vázquez Gutiérrez                                             |                                     |
| 1841                                                            | Gabriel Díaz del Castillo                                             |                                     |
| 1842                                                            | Juan García Verdugo                                                   |                                     |
| 1843                                                            | Manuel Bayo Sologuren                                                 |                                     |
| 1844 - 1845                                                     | José Joaquín de Lesaca                                                |                                     |
| 1845 - 1846                                                     | Miguel de Carvajal Mendieta, comte de Casal                           |                                     |
| 1846 - 1847                                                     | Alejandro Aguado, comte de Montelirios                                |                                     |
| 1847 - 1848                                                     | Francisco Javier Cavestany                                            |                                     |
| 1849 - 1851                                                     | Francisco de Paula Castro                                             |                                     |
| 1851 - 1854                                                     | José María Rincón                                                     |                                     |
| 1854 - 1856                                                     | Fernando Espinosa Maldonado y Fernández de Córdoba, comte de l'Águila |                                     |
| 1856 - 1858                                                     | Miguel de Carvajal Mendieta, comte de Casal                           |                                     |
| 1858                                                            | Gonzalo Segovia y García, comte de Casa Segovia                       |                                     |
| 1859 - 1865                                                     | Juan José García de Vinuesa                                           |                                     |
| 1866                                                            | Joaquín de Peralta                                                    |                                     |
| 1866 - 1868                                                     | Joaquín Auñón León de Orbaneja                                        |                                     |
| 1868                                                            | Francisco de Paula del Castillo y Urri                                |                                     |
| 1869                                                            | Fernando Pons Ojeda                                                   |                                     |
| 1869                                                            | Antonio Aristegui                                                     |                                     |
| 1870 - 1872                                                     | Laureano Rodríguez de las Conchas                                     |                                     |
| 1872                                                            | Manuel de la Puente y Pellón                                          |                                     |
| 1872                                                            | Francisco de Paula del Castillo y Urri                                |                                     |
| 1872                                                            | Romualdo Fernández Luque                                              |                                     |
| 1873                                                            | Pedro Ramón Balboa                                                    |                                     |
| 1873                                                            | Eduardo Aguirrebengoa                                                 |                                     |
| 1874                                                            | Antonio Machado Núñez                                                 |                                     |
| 1874                                                            | Manuel de la Puente y Pellón                                          |                                     |
| 1875                                                            | José de Solís y Jácome, marquès de Tablantes                          |                                     |
| 1875 - 1877                                                     | José María Ybarra Gutiérrez de Caviedes, comte d'Ybarra               |                                     |
| 1877 - 1878                                                     | José Morales Gutiérrez                                                |                                     |
| 1879 - 1880                                                     | José María de Hoyos Hurtado                                           |                                     |
| 1881 - 1882                                                     | Manuel de la Puente y Pellón                                          |                                     |
| 1887 - 1888                                                     | Fernando Varea Torrealba                                              |                                     |
| 1889                                                            | Juan Galindo Salado                                                   |                                     |
| 1890                                                            | Augusto Placensia y Fariñas, comte de Santa Bárbara                   |                                     |
| 1890                                                            | Francisco González Álvarez                                            |                                     |
| 1893                                                            | José Bermúdez Reina                                                   |                                     |
| 1893                                                            | Joaquín Campos Palacios                                               |                                     |
| 1895                                                            | Anselmo Rodríguez de Rivas y Rivera                                   |                                     |
| 1897 - 1898                                                     | Gaspar de Atienza y Ramírez Tello de Valladares                       |                                     |
| 1898                                                            | Alfredo Eraso Pizarro                                                 |                                     |
| 1899                                                            | Hipólito Adalid Cantelmi                                              |                                     |
| 1899 - 1901                                                     | Fernando de Checa Sánchez                                             | Del Partito Conservador, 1a vegada. |
| 1901 - 1902                                                     | Francisco J. Palomino y Muñoz                                         | Del Partit Liberal.                 |
| 1902 - 1903                                                     | Manuel Héctor y González Abreu                                        | Liberal.                            |
| 1903 - 1904                                                     | Fernando de Checa Sánchez                                             | Conservador, 2a vegada.             |
| 1904                                                            | Joaquín Molero Palacios                                               | Conservador.                        |
| 1904 - 1906                                                     | Fernando Barón y Martínez de Agulló, comte de Colombí                 | Conservador.                        |
| 1906 - 1907                                                     | Cayetano Luca de Tena y Álvarez Ossorio                               | Liberal.                            |
| 1907                                                            | Fernando Barón y Martínez de Agulló, comte de Colombí                 | Conservador, 2a vegada.             |
| 1907 - 1909                                                     | José Carmona Ramos                                                    | Conservador.                        |
| 1909                                                            | Joaquin de Haro Conradi                                               | Conservador.                        |
| 1909                                                            | Vicente Chiralt y Selma                                               | Liberal.                            |
| 1909 - 1913                                                     | Antonio Halcón y Vinent, comte d'Halcón                               | Liberal, 1a vegada                  |
| 1913 - 1914                                                     | Federico de Amores y Ayala, comte d'Urbina                            | Conservador, 1a vegada              |
| 1914 - 1915                                                     | Carlos de la Lastra Romero, marquès de Torrenueva                     | Conservador.                        |
| 1915                                                            | Alfredo Amores Domingo                                                | Liberal.                            |
| 1916 - 1917                                                     | Manuel Hoyuela Gómez                                                  | Liberal.                            |
| 1917                                                            | Ricardo Franco Pineda                                                 | Conservador.                        |
| 1917                                                            | Agustín Vázquez Armero                                                | Liberal.                            |
| 1918                                                            | Pedro Rodríguez de la Borbolla Amozcótegui de Saavedra                | Liberal.                            |
| 1918 - 1919                                                     | Francisco de las Barras y Aragón                                      | Liberal.                            |
| 1919 - 1922                                                     | Federico de Amores y Ayala, comte d'Urbina                            | Conservador, 2a vegada              |
| 1922 - 1923                                                     | Antonio Halcón y Vinent, comte d'Halcón                               | Liberal, 2a vegada                  |
| 1923                                                            | Eduardo Camacho Díaz                                                  |                                     |
| Dictadura de Primo de Rivera                                    |                                                                       |                                     |
| 1923 - 1926                                                     | Agustín Vázquez Armero                                                | Unión Patriótica.                   |
| 1926 - 1927                                                     | Pedro Armero Manjón, comte de Bustillo                                | Unión Patriótica.                   |
| 1927 - 1930                                                     | Nicolás Díaz Molero                                                   | Unión Patriótica.                   |
| 1930 - 1931                                                     | Antonio Halcón y Vinent, comte de Halcón                              | Liberal, 3a vegada                  |
| Font (Segle XX): Sevilla en el siglo XX, Universidad de Sevilla |                                                                       |                                     |

#### II República
| Període     | Alcalde                                | Notes                            |
| 1931 - 1931 | Hermenegildo Casas Jiménez             | Partit Socialista Obrer Espanyol |
| 1931 - 1931 | Rodrigo Fernández y García de la Villa | Partit Republicà Radical.        |
| 1931 - 1933 | José González Fernández de Labandera   | Partit Republicà Radical, UR     |
| 1933 - 1934 | Emilio Muñoz Rivero                    |                                  |
| 1934 - 1936 | Isacio Contreras Rodríguez             | Partit Republicà Radical         |
| 1936 - 1936 | Horacio Hermoso Araujo                 | Izquierda Republicana            |

#### Guerra civili elrègim franquista
| Període     | Alcalde                                                     | Notes                                        |
| 1936 - 1938 | Ramón de Carranza Gómez de Pablo, marquès de Sotohermoso    | Renovación Española.                         |
| 1938 - 1939 | Joaquín Benjumea Burín                                      | Movimiento Nacional, igual que els següents. |
| 1939 - 1939 | Francisco Duclós Pérez                                      |                                              |
| 1939 - 1939 | Enrique Balbontín Horta                                     |                                              |
| 1939 - 1940 | Eduardo Luca de Tena y Luca de Tena                         |                                              |
| 1940 - 1943 | Miguel de Ybarra y Lasso de la Vega                         |                                              |
| 1943 - 1947 | Rafael de Medina y Vilallonga, duc de Alcalá                |                                              |
| 1947 - 1952 | José María Piñar Miura                                      |                                              |
| 1952 - 1958 | Jerónimo Domínguez y Pérez de Vargas, marquès del Contadero |                                              |
| 1958 - 1959 | Santiago Garrigós Bernabeu                                  |                                              |
| 1959 - 1963 | Mariano Pérez de Ayala y Vaca                               |                                              |
| 1963 - 1966 | José Hernández Díaz                                         |                                              |
| 1966 - 1969 | Félix Moreno de la Cova                                     |                                              |
| 1969 - 1975 | Juan Fernández Rodríguez García del Busto                   |                                              |
| 1975        | Rafael Ariza Jiménez                                        |                                              |
| 1975 - 1978 | Fernando de Parias Merry                                    |                                              |
| 1978 - 1979 | José Ramón Pérez de Lama                                    |                                              |

#### Etapa democràtica
| Període         | Alcalde                             | Notes                            |
| 1979 - 1983     | Luis Uruñuela Fernández             | Partit Socialista d'Andalusia    |
| 1983 - 1991     | Manuel del Valle Arévalo            | Partit Socialista Obrer Espanyol |
| 1991 - 1995     | Alejandro Rojas Marcos de la Viesca | Partit Andalusista               |
| 1995 - 1999     | Soledad Becerril Bustamante         | Partit Popular                   |
| 1999 - 2011     | Alfredo Sánchez Monteseirín         | Partit Socialista Obrer Espanyol |
| 2011 - presente | Juan Ignacio Zoido Álvarez          | Partit Popular                   |